# Museo d'Arte Contemporanea Donnaregina
El Museo d'Arte Contemporanea Donnaregina (MADRE) es un museo ubicado en el histórico Palazzo Donnaregina, en la Via Luigi Settembrini de Nápoles, Italia. Tiene una superficie total de 7200 m², de los cuales 2660 m² están destinados a las zonas expositivas, y alberga además una librería, una biblioteca, laboratorios didácticos, un auditorio, un restaurante y una cafetería.

## Historia
La creación del museo MADRE fue planificada en base al «pacto por el arte contemporáneo» suscrito en 2003 por el Ministerio de Bienes y Actividades Culturales, las Regiones, las Provincias autónomas de Trento y Bolzano, las Provincias, los Municipios y las comunità montane con el objetivo de «impulsar la promoción del arte contemporáneo e incrementar el patrimonio público en este sector».
Este pacto hizo que la región de Campania constituyera en 2004, como socio único, la Fondazione Donnaregina sin ánimo de lucro con el objetivo de «promover, difundir y favorecer el disfrute y la conservación de las obras de arte visual contemporáneo; instituir, promover y gestionar museos, centros de arte y de cultura en el territorio de Campania». El año siguiente la Junta Regional de Campania compró el Palazzo Donnaregina para dedicarlo al primer museo regional de arte contemporáneo.
El edificio se desarrolla sobre elementos del siglo XVIII y XIX en torno a dos patios y sobre un tramo de murallas de los siglos V-IV a. C. visible bajo el pavimento de la taquilla. Inaugurado parcialmente el 11 de junio de 2005, el museo se finalizó completamente en el 2007 y se ampliaron los espacios de exposiciones según el diseño del arquitecto portugués Álvaro Siza.
Durante cuatro años el museo albergó exposiciones y retrospectivas bajo la dirección de Eduardo Cicelyn y Mauro Codognato. No faltaron las polémicas relativas a su gestión, entre ellas la liderada por el galerista napolitano Guido Cabib por los fondos asignados por la región para la exposición Barock, albergada en el museo entre el 13 de diciembre de 2009 y el 5 de abril de 2010.
En marzo de 2010, las elecciones regionales provocaron un cambio de los partidos políticos en el poder: la junta dirigida hasta ese momento por Antonio Bassolino (PD) fue sustituida por una dirigida por Stefano Caldoro (PDL). El 16 de febrero de 2011 el consejo de administración del MADRE dimitió y poco después algunas de las instituciones y artistas que habían prestado obras al museo solicitaron su devolución.
Desde enero de 2018 el consejo de administración de la fundación tiene como presidente a Laura Valente y como miembros a Maria Letizia Magaldi (vicepresidente) e Ferdinando Pinto (consejero). En el comité científico figuran Sylvain Bellenger, Bice Curiger, Hou Hanru, Gianfranco Maraniello y Massimo Osanna. El director, en el cargo desde el 1 de enero de 2013, es Andrea Viliani, seleccionado mediante un anuncio público.

## Colección

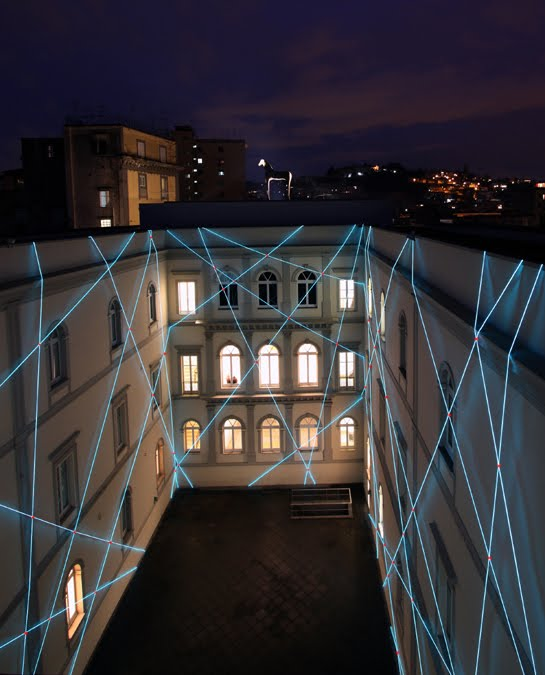
Instalación de G. Bianco y P. Valente en el patio interior del museo.

Originalmente, la colección permanente del MADRE estaba en la segunda planta del edificio y estaba formada por obras prestadas por tiempo indeterminado por colecciones nacionales e internacionales (como la colección Sonnabend de Nueva York o la colección Stein de Milán) o directamente por los artistas, como en el caso de Damien Hirst, Jannis Kounellis, Richard Long, Nino Longobardi, Giulio Paolini, Robert Rauschenberg y Jeff Wall.
La colección albergada desde 2006 hasta 2012 incluía obras de Carlo Alfano, Getulio Alviani, Carl Andre, Giovanni Anselmo, John Baldessari, Georg Baselitz, Bernd & Illa Becher, Joseph Beuys, Domenico Bianchi, Ashley Bickerton, Alighiero Boetti, Alberto Burri, Francesco Clemente, Enzo Cucchi, Hanne Darboven, Gino de Dominicis, Luciano Fabro, Dan Flavin, Lucio Fontana, Gilbert & George, Douglas Gordon, Andreas Gursky, Peter Halley, Damien Hirst, Donald Judd, Anish Kapoor, Anselm Kiefer, Yves Klein, Jeff Koons, Joseph Kosuth, Jannis Kounellis, Sol LeWitt, Roy Lichtenstein, Richard Long, Nino Longobardi, Piero Manzoni, Robert Mapplethorpe, Mario Merz, Marisa Merz, Robert Morris, Bruce Nauman, Claes Oldenburg, Luigi Ontani, Mimmo Paladino, Giulio Paolini, Giuseppe Penone, Gianni Pisani, Michelangelo Pistoletto, Robert Rauschenberg, Gerhard Richter, Thomas Ruff, Mario Schifano, Richard Serra, Julian Schnabel, Cindy Sherman, Haim Steinbach, Thomas Struth, Antoni Tàpies, Ernesto Tatafiore, Cy Twombly, Bill Viola, Jeff Wall, Andy Warhol y Gilberto Zorio.
A causa de las dificultades financieras y políticas del museo, algunas obras fueron devueltas a sus propietarios. Tras el cambio de gestión, con la reconstitución del consejo de administración de la fundación y del comité científico, y el nombramiento del director Andrea Viliani, la colección fue reconstituida con obras de Marisa Albanese, Domenico Bianchi, Francesco Clemente, Rebecca Horn, Sol LeWitt, Richard Long, Jeff Koons, Jannis Kounellis, Domenico Paladino, Giulio Paolini, Richard Serra y Arrigo Lora Totino.